# أبو عبد الله القضاعي
أبو عبد الله محمد بن سلامة بن جعفر بن علي القضاعي المصري الشافعي (تُوفي 1062) قاضي مصر ومؤلف كتاب الشهاب، وكان واعظًا ومؤرخًا وعُرِف بكونه مؤلف كتاب «نسب النبي، ولادته، هجرته، ووفاته.»، الذي حُفِظَتْ مخطوطته سمع من: أبو مسلم محمد بن أحمد الكاتب، وأحمد بن ثرثال، وأبو الحسن بن جهضم، وأحمد بن عمر الجيزي، وأبو محمد بن النحاس المالكي وعدة. حدث عنه: أبو نصر بن ماكولا، وأبو عبد الله الحميدي، وأبو سعد عبد الجليل الساوي، وسهل بن بشر الإسفراييني، وأبو القاسم النسيب، وأبو عبد الله محمد بن أحمد بن الرازي، وآخرون من المغاربة والرحالة.
قال ابن ماكولا: «كان متفننا في عدة علوم ، لم أر بمصر من يجري مجراه». قال أبو الفرج الأرمنازي: « كان ينوب في القضاء بمصر، وله تصانيف  منها: تاريخ مختصر من مبتدأ الخلق إلى زمانه في مجيليد وكتاب أخبار الشافعي». وقال غيره: «له معجم لشيوخه، وكتاب دستور الحكم، كتب عنه الحفاظ كأبي بكر الخطيب، وأبي نصر بن ماكولا». قال الفقيه نصر بن إبراهيم: «قدم علينا القضاعي صور رسولا من المصريين إلى بلد الروم، فذهب ولم أسمع منه، ثم رويت عنه بالإجازة». وقال السلفي: « كان من الثقات الأثبات، شافعي المذهب والاعتقاد، مرضي الجملة».

## مهنته
وكان القضاعي كاتبًا في مكتب المحفوظات في عهد الوزير علي بن أحمد الجرجرائي (المتوفي 1045). وكان يعمل في ذلك المكتب، في الوقت نفسه الباحث، المؤيد الشيرازي(المتوفي 1078).عمل القضاعي قاضيًا لأهل السنة أثناء حكم الدولة الفاطمية. وأدى فريضة الحج في عام 1053. وفي 1055 قام برحلة إلى بيزنطة بصفته مبعوث الخليفة.
وحظى باحترام كبير نتيجة لاتساع معرفته، ولا سيما فيما يتعلق بالحديث، وذُكِر اسمه أعمال الأحاديث المتعددة باعتباره واحد من ناقليه. وقاله عنه الفقيه الشافعي (التوفي 1180) إن«شهرته تعفيني من الشرح المطول... فهو أحد الرواة الجديرين بالثقة.» واستنادًا إلى تلميذه ابن ماكولا «كان القضاعي بارعًا في العديد من العلوم المختلفة... أنا لا أعرف أي شخص في مصر له مكانة تعادل مكانته».

## أعماله
وفضلًا عن أعماله التي تدور حول النبي محمد، كتب القضاعي أيضًا مخطوطات موجزة عن الأنبياء والخلفاء. وكتب في المقدمة أنه قدم رصدًا موجزًا، ولكن هذا كان«كافيًا للاحتفاء والإخبار.»  وفي بعض الحالات كان تأريخه للخليفة تأريخًا تفصيليًا، يذكر فيه أسماء زوجات الخليفة وأولاده، وأسماء المسؤولين خلال فترة حكمه. وعلى الرغم من أن تأريخ القضاعي للفاطميين قد ضاع، استخدمه المقريزي وغيره في أعمال لاحقة. وكان وصف القضاعي للفسطاط قبل خرابه وتدهوره، مصدرًا رئيسيًا للمقريزي في فهم تضاريس المدينة السابقة. كما قدم كُتيبًا يحتوي على بعض أحكام المذهب المالكي المعروف.
وقُرِأ كتابه عن الأمثال وتعاليم النبي، وجمع الحديث، على نطاق واسع. وكانت له أربعة إصدارات مورسكيون في إسبانيا، وثلاثة في ألموناسيد. وكانت له إصدارات عن اللغة العربية، واحد فقط بالأعجمية وآخر مطبوع باللغتين. ولم يُدَقق عمله عن حياة النبي. وكان ذلك العمل أساسًا لكتاب قدمه الديلمي، وانتقده ابن تيمية بأنه عمل سطحي مليء بالصورة البيانية عن حياة النبي، مما يشير إلى أن كتاب القضاعي كان أكثر اهتمامًا بعرض سيرة النبي بوصفه رجلًا مثاليًا بدلًا من وصفه زعيمًا دينيًا وسياسيًا.

## مؤلفاته
شمل سجل أعماله:
- النجوم المُتًقِدة - مجموعة من الأقوال المنسوبة إلى النبي محمد
- دستور معالم الحكم، مجموعة من أقوال علي
- تاريخ القضاعي- من الأنبياء والخلفاء إلى الخليفة الظاهر
- مناقب الشافعي في تأسيس مدرسة القضاء (مفقود)
- خلاصة وافية للمعلمين_ قائمة بمصادر الحديث التي استخدمها القضاعي (مفقود)
- منشآت مصر- تاريخ مصر (مفقود)
- تفسير القرآن(مفقود)
- درة الواعظين وذخر العابدين
- دقائق الأخبار وحدائق الاعتبار

## وفاته
قال الحبال مات بمصر في شهر ذي الحجة سنة 454 هـ.